# Горликче, Петур
Пе́тур Горли́кче (фар. Petur Gaardlykke; род. 26 июня 1967 года в Тофтире, Фарерские острова) — бывший фарерский футболист, нападающий, выступавший за клуб «Б68».

## Биография
Петур является воспитанником тофтирского «Б68». 26 мая 1987 года он дебютировал за основной состав клуба в матче кубка Фарерских островов против клуба «ГИ». 13 июня Петур сыграл свою первую игру в высшей фарерской лиге, это была встреча со столичным «ХБ». Всего в своём дебютном сезоне на взрослом уровне Петур принял участие в 9 матчах фарерского первенства. В сезоне-1988 он обосновался в запасе и провёл всего 1 встречу в чемпионате, параллельно выступая за дублирующий состав тофтирцев в первом дивизионе. В 1989 году форвард отыграл 2 игры в высшей лиге. В сезоне-1990 Петур был задействован в системе ротации главной команды клуба и сыграл в 11 матчах элитного дивизиона. В сезоне-1991 он провёл 6 встреч в чемпионате Фарерских островов. В дальнейшем форвард в основном составе «Б68» не появлялся.
Выступая за «Б68 II», Петур дважды выигрывал второй дивизион. В сезоне-1995 он также стал лучшим бомбардиром турнира, забив 27 голов: нападающий опередил своего одноклубника и главного конкурента Подля Дидриксена на 4 мяча. Петур играл за «Б68 II» вплоть до окончания сезона-2000, после чего принял решение завершить карьеру футболиста.
27 января 2021 года Петур стал вице-президентом «Б68».
Сыновья Петура Кристиан и Кристоффур также стали футболистами.

## Достижения

### Командные
«Б68 II»
- Победитель второго дивизиона (2): 1992, 1995

### Личные
- Лучший бомбардир второго дивизиона (1): 1995 (27 голов)